# Liste der Monuments historiques in Baugy (Cher)
Die Liste der Monuments historiques in Baugy (Cher) führt die Monuments historiques in der französischen Gemeinde Baugy auf.

## Liste der Objekte
| Bezeichnung                  | Beschreibung           | Standort                                       | Kennzeichnung | Schutzstatus | Datum | Bild |
| ---------------------------- | ---------------------- | ---------------------------------------------- | ------------- | ------------ | ----- | ---- |
| Grabplatte für Hilaire Ragon | Stein, 15. Jahrhundert | Saligny-le-Vif, in der Kirche St-Pierre (Lage) | PM18000374    | Classé       | 1908  |      |